# We Three Kings
We Three Kings, również znana jako We Three Kings of Orient Are lub The Quest of the Magi – kolęda autorstwa wielebnego Johna Henry'ego Hopkinsa, Jr., który napisał zarówno tekst, jak i muzykę. Powstała w 1857 roku, ale nie ukazała się w druku, aż do wydania jego książki Carols, Hymns and Song w 1863 roku. 
John Henry Hopkins, Jr., wówczas wyświęcony diakon Kościoła episkopalnego, odegrał ważną rolę w organizowaniu świątecznej procesji (podczas której wykonany został ten hymn) dla studentów Ogólnego Seminarium Teologicznego (General Theological Seminary) w Nowym Jorku w 1857 roku, służąc jako dyrygent.
W 2017 roku powstało polskie tłumaczenie pieśni, pt. „Trzej królowie”, w wykonaniu TGD.

## Tekst kolędy
We three kings of Orient are;

Bearing gifts we traverse afar,

Field and fountains, moor and mountains,

Following yonder star.

　　Refren:

　　O Star of wonder, star of night,

　　Star with royal beauty bright,

　　Westward leading, still proceeding,

　　Guide us to thy Perfect Light.

Born a King on Bethlehem's plain

Gold I bring to crown Him again,

King forever, ceasing never,

Over us all to reign.

　　Refren

Frankincense to offer have I;

Incense owns a Deity nigh;

Prayer and praising, all men raising,

Worship Him, God most high.

　　Refren

Myrrh is mine, its bitter perfume

Breathes a life of gathering gloom;

Sorrowing, sighing, bleeding, dying,

Sealed in the stone cold tomb.

　　Refren

Glorious now behold Him arise

King and God and Sacrifice

Alleluia, Alleluia

Sounds through the earth and sky

　　Refren